# Trenèl

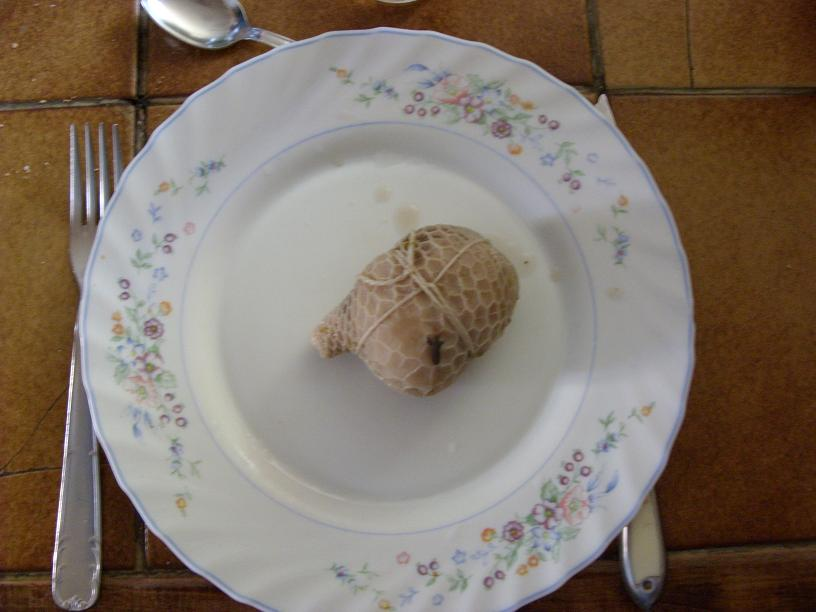
Un trenèl cuinat

El trenèl és un plat típic de la cuina occitana que consta d'un farcellet d'estómac de be farcit amb més tripa i pernil, aromatitzat amb pernil, all i clau d'olor. Al farciment se li sol afegir patata per a obtenir una textura determinada. Es considera una especialitat de Millau.
No s'ha de confondre amb els tripons (en occità, tripons; i en francès, tripoux), un també plat occità a base de tripes que es pot menjar per a acompanyar un aligot o una trufada.
És un plat tradicional que té diferents variants segons el xarcuter que les faci. A Occitània hi ha una cofraria, la Taste Trenèl, que es dedica a fer-los i a vetllar perquè es perpetuï la recepta.

## Elaboració
Recepta de Guy Forestié, xarcuter de Millau:

### Ingredients
2kg d'estómac de be d'uns dos o tres anys, 1 litre d'aigua, 500ml de vi blanc, 300g de pernil dolç, 150g de blanc de cansalada, 1 peu de vedella, 1 os de l'esquena amb el forat per a la medul·la, 3 pastanagues, 3 alls, 1 api, 2 claus d'espècia, farigola, romaní, llorer, sal i pebre 

### Procediment
Renteu i desgreixeu les tripes. Talleu-la en trossos prou grossos per a confeccionar farcellets. Introudiu a cada tros una mica d'all, un clau, unes quantes bandes de pernil i la resta de la tripa ben picada. Tanqueu els farcellets i fixeu-los amb unes voltes de fil de cuinar. Tapisseu el fons d'una cassola amb bandes de greix de cansalada i poseu a sobre els farcellets. Afegiu la resta d'ingredients, cobriu la cassola amb un paper gruixut i deixeu coure a foc suau durant sis o set hores. L'api s'afegeix més tard que la resta, una hora abans d'acabar la cocció.